# とんねるずベスト 足跡
「とんねるずベスト 足跡」（とんねるずベスト あしあと）は、とんねるず公認ベスト・アルバム。1994年6月17日にポニーキャニオンから規格品番：PCCA-00606で発売。1999年3月17日に規格品番：PCCA-01304で再発。　　　

## 概要
ポニーキャニオンの作品を収録したベスト・アルバム。シングル曲15曲と過去のアルバムから5曲を選曲した全20曲。本作を最後にとんねるずは旧・所属事務所AtoZから独立する。歌詞ブックレット掲載の秋元康の文章にあるが、彼等の公認のベスト・アルバムは本作が初である。

## 収録曲

### DISC.1
1. やぶさかでない
2. 寝た子も起きる子守唄
3. 人情岬
4. 嵐のマッチョマン
5. 迷惑でしょうが…
6. 大きなお世話サマー
7. おらおら
8. 炎のエスカルゴ
9. YAZAWA
10. どうにかなるさ

### DISC.2
1. 情けねぇ
2. ガラガラヘビがやってくる
3. 一番偉い人へ
4. がじゃいも
5. フッフッフッってするんです
6. 結局のLOVE SONG
7. 大人になるな
8. 心めぐり
9. あした元気になーれ
10. 星降る夜にセレナーデ